# Объединённая реформатская церковь

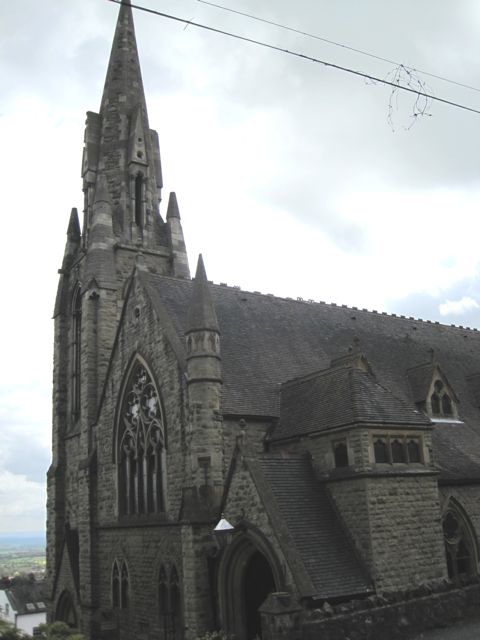
Реформатская церковь в Малверне

Объединённая реформированная церковь (англ. United Reformed Church) — протестантская церковь в Англии и Уэльсе. 

## История
Образовалась путём слияния в 1972 году Конгрегрегационалистской церкви Англии и Уэльс (Congregational Church in England and Wales) с Пресвитерианской церковью Англии (Presbyterian Church of England). Часть приходов Конгрегрегационалистской церкви Англии и Уэльс не согласные с объединением образовали Конгрегационалистскую федерацию (Congregational Federation). В 1981 году к ОРЦ присоединилась Ассоциация Церквей Христа (Association of Churches of Christ in Britain) (реставрационисты), в 2000 году - Конгрегационалистский союз Шотландии (Congregational Union of Scotland), часть приходов которой не согласных с присоединением к ОРЦ присоединились к Конгрегационалистской федерации.

## Организационная структура
Объединённая реформатская церковь имеет комбинацию пресвитерианского и конгрегационалистского устройства, состоит из 13 синодов (Synod) 2 из которых приходятся на Уэльс и Шотландию, остальные на Англию, синоды из конгрегаций, каждая конгрегация управляется церковным собранием (Church Meeting), состоящая из всех прихожан, наряду с ним имеется собрание старейшин (elders' meeting), возглавляются синоды министрами (minister), заседания синодов ведут модераторы (moderator), церковь в целом возглавляются Генеральной ассамблеей (General Assembly), также избирающая двух модераторов один из числа министров, один из старейшин, исполнительный орган церкви - Совет миссии (Mission Council).

## Факты
Насчитывает более 1500 приходов и 68 000 прихожан. Церковь призывает венчать однополые браки.